# ピロ亜硫酸カリウム
ピロ亜硫酸カリウム（ピロありゅうさんカリウム、英: Potassium metabisulfite）は化学式K2O5S2で表される無機化合物。亜硫酸の二量体であるピロ亜硫酸のカリウム塩で、メタ重亜硫酸カリウムとも呼ばれる。性質や用途はピロ亜硫酸ナトリウムに類似している。

## 性質
二酸化硫黄の刺激臭がある白色の粉末で、単斜晶系の結晶構造を持つ。190℃で酸化カリウムと二酸化硫黄とに分解する。
{\displaystyle {\ce {K2S2O5 -> K2O\ + 2SO2}}}

## 用途
E番号224の食品添加物として、保存料や酸化防止剤、漂白剤として用いられる。ワインでは酸化防止や微生物の繁殖防止の目的で、発酵前に添加される。ビールでは野生酵母や雑菌の繁殖防止、原料水中のクロラミンの除去に使用される。家庭での醸造が認められている地域では、「カムデン錠 (Campden tablets) 」の名称で販売されている。写真化学の領域では、定着液の酸性化に使われる。

## 安全性
皮膚に対する刺激性があり、吸入すると喘息のような発作を引き起こす。